# Lázi
Lázi è un comune di 618 abitanti situato nella contea di Győr-Moson-Sopron, nell'Ungheria nordoccidentale.